# Chaetocnema rufofemorata
Chaetocnema rufofemorata é uma espécie de insetos coleópteros polífagos pertencente à família Chrysomelidae.
A autoridade científica da espécie é Pic, tendo sido descrita no ano de 1915.
Trata-se de uma espécie presente no território português.